# Balthus
Balthus, född 29 februari 1908 i Paris, Frankrike som Balthasar Klossowski de Rola, död 18 februari 2001 i Rossinière i Vaud, Schweiz, var en fransk målare av polsk-tysk härstamning.
Balthus första verk hade lånat mycket av Bonnard och Les Nabis. Han utvecklade så småningom en naturalistisk stil med vissa surrealistiska övertoner. Med hjälp av en dämpad färgskala har Balthus skapat anmärkningsvärda landskap, porträtt och interiörer med flickor och unga kvinnor i erotiska situationer.

## Citat
När Tate Gallery frågade Balthus efter biografiska uppgifter för deras utställning 1967 svarade han i ett telegram: "Inga biografiska detaljer. Börja med: Balthus är en målare om vilken inget är känt. Låt oss nu titta på tavlorna."